# NGC 2036
NGC 2036 (другое обозначение — ESO 56-SC155) — рассеянное скопление в созвездии Столовой Горы, расположенное в Большом Магеллановом Облаке. Открыто Джоном Гершелем в 1836 году. Возраст скопления составляет 70—200 миллионов лет.
Этот объект входит в число перечисленных в оригинальной редакции «Нового общего каталога».